# Sam Loco Efe
Sam Loco Efeeimwonkiyeke (25 de diciembre de 1945 – 7 de agosto de 2011) fue un actor y cineasta nigeriano.  reconocido como uno de los artistas más importantes durante el surgimiento de Nollywood.

## Biografía
A finales de la década de 1970 inició su carrera como actor, apareciendo en producciones para teatro, cine y televisión. Sam Loco Efe fue encontrado muerto en una habitación de hotel el domingo 7 de agosto de 2011. Se sospecha que la causa de su muerte fue por asma, ya que se encontraron inhaladores de ventolina en la habitación. La puerta de la habitación tuvo que ser forzada cuando se notó la ausencia del actor.

## Filmografía destacada
- Tom and Jerry (con Chinedu Ikedieze y Osita Iheme)
- I'll Take My Chances
- Final World Cup
- Long John
- Ukwa
- Osuofia in London
- My Love
- I Want to Harvest You